# BAFTA-galan 2017
BAFTA-galan 2017 var den 70:e upplagan av British Academy Film Awards som hölls den 12 februari 2017 på Royal Albert Hall i London och belönade insatser i filmer som visades i Storbritannien 2016. Årets värd var Stephen Fry för tolfte gången i rad.

## Vinnare och nominerade
Nomineringarna tillkännagavs den 10 januari 2017. Vinnarna listas i fetstil.

### BAFTA Fellowship
- Mel Brooks

### Enastående insats för brittisk film
- Curzon Cinemas

| Bästa film | Bästa regi |
| --- | --- |

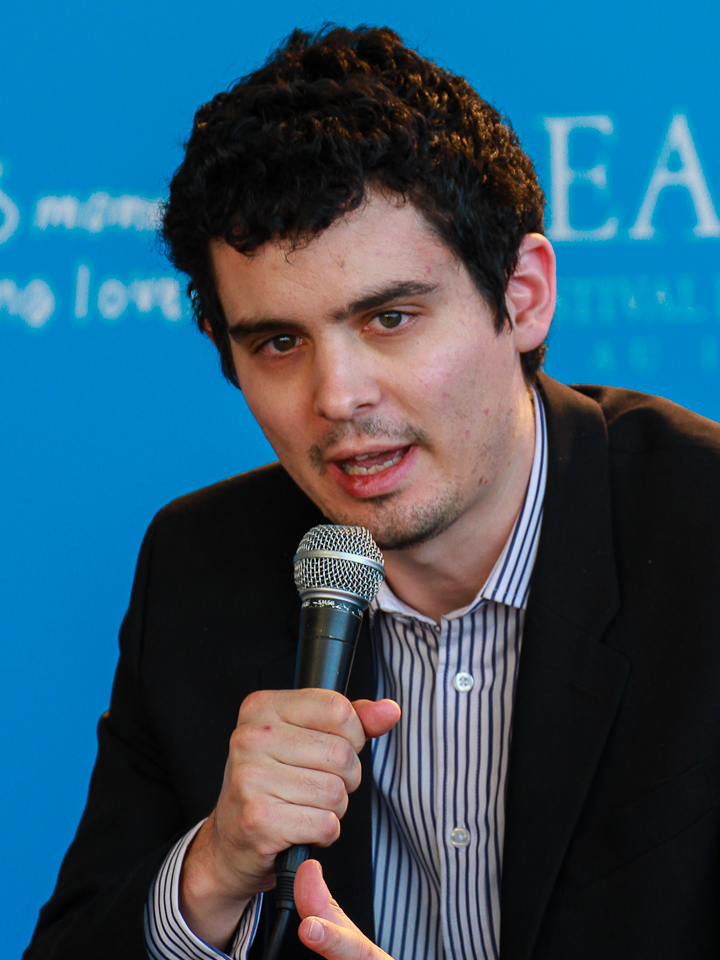
Damien Chazelle
Bästa regi

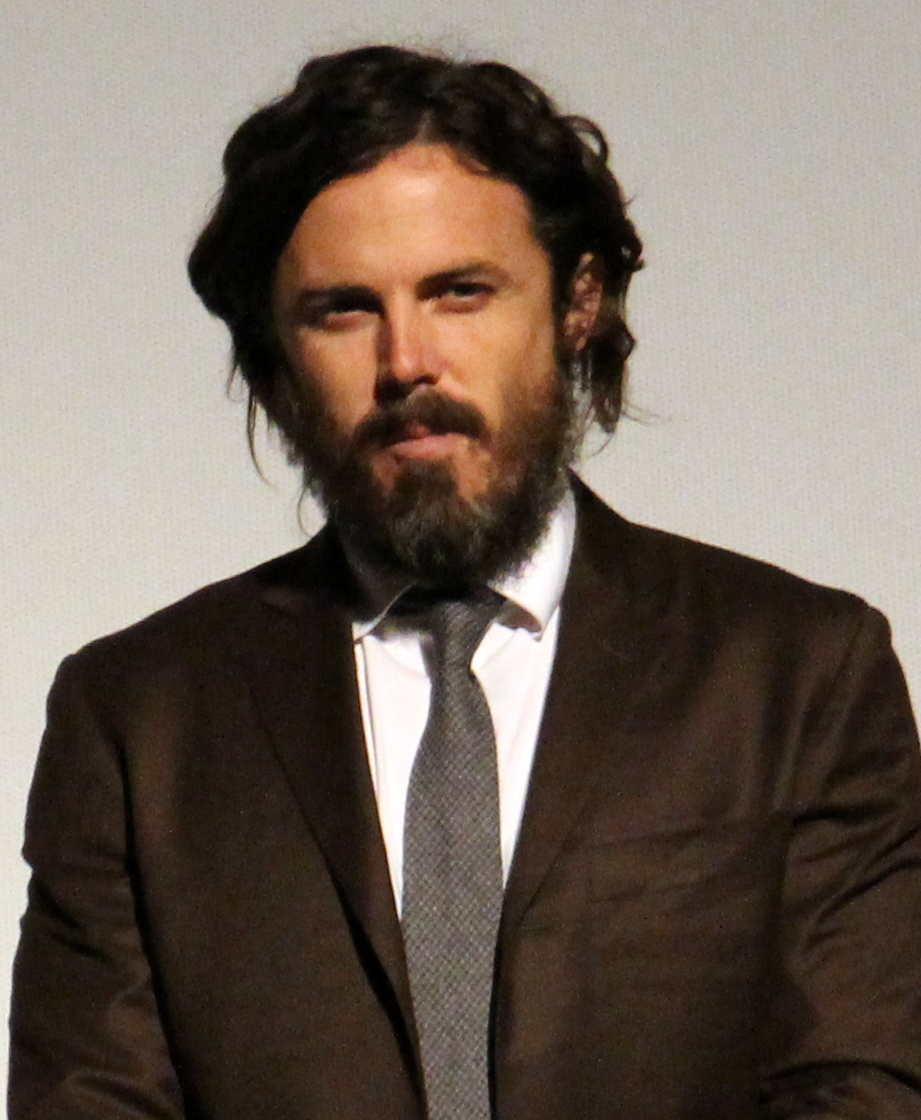
Casey Affleck
Bästa manliga huvudroll

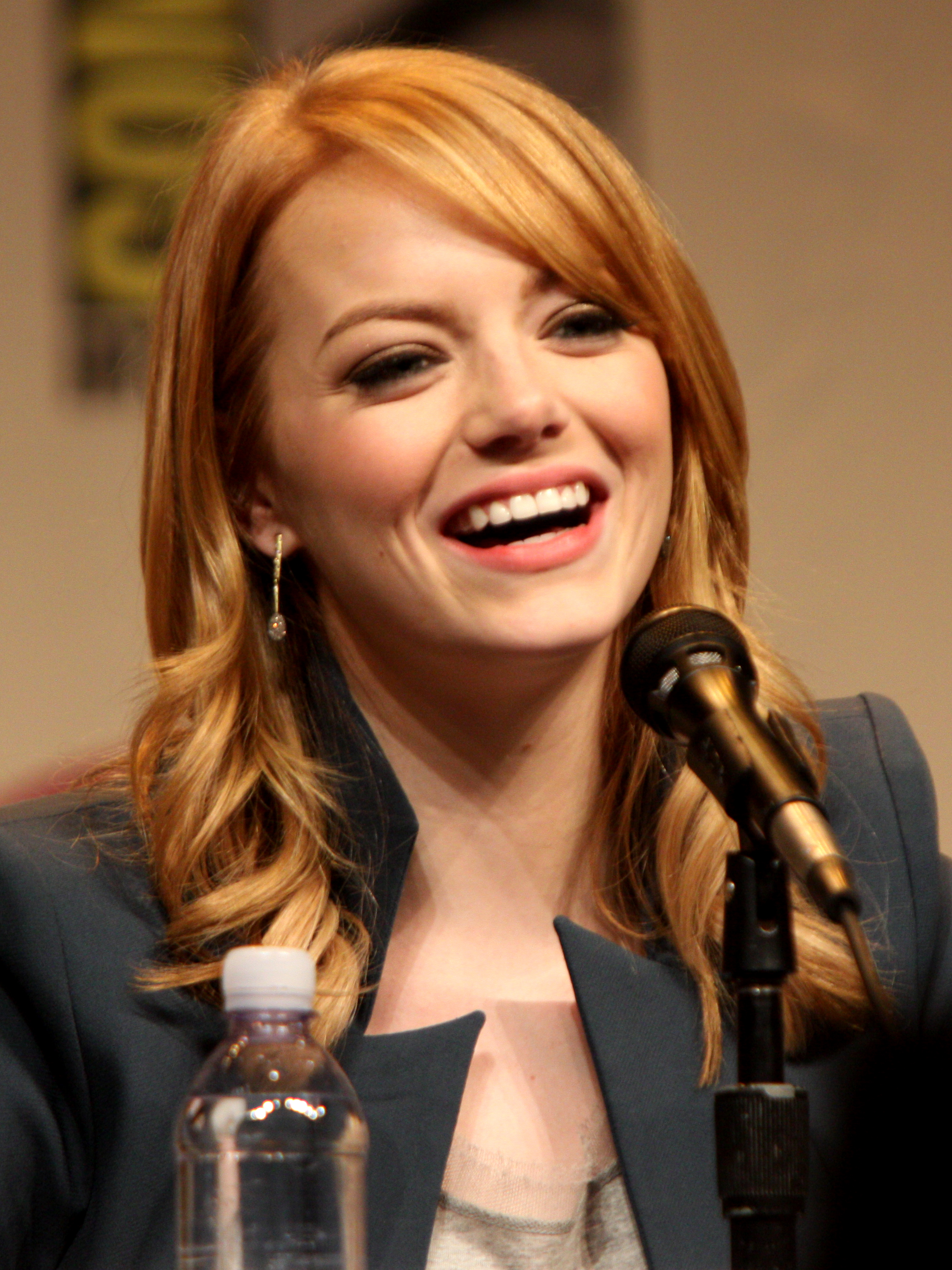
Emma Stone
Bästa kvinnliga huvudroll

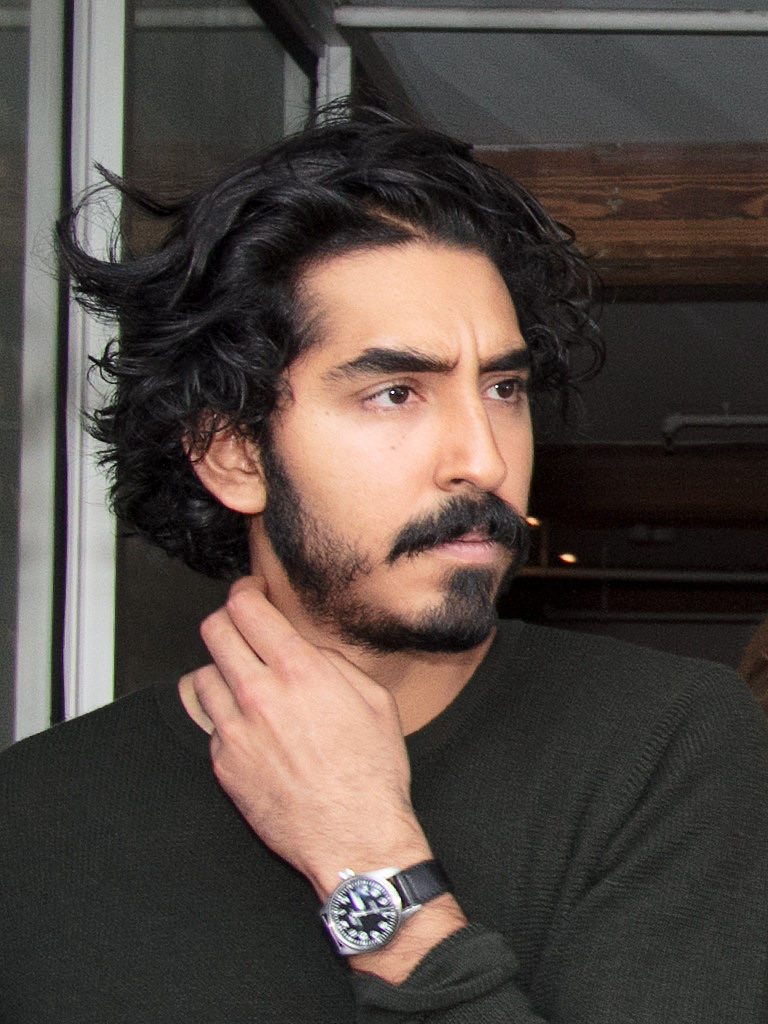
Dev Patel
Bästa manliga biroll

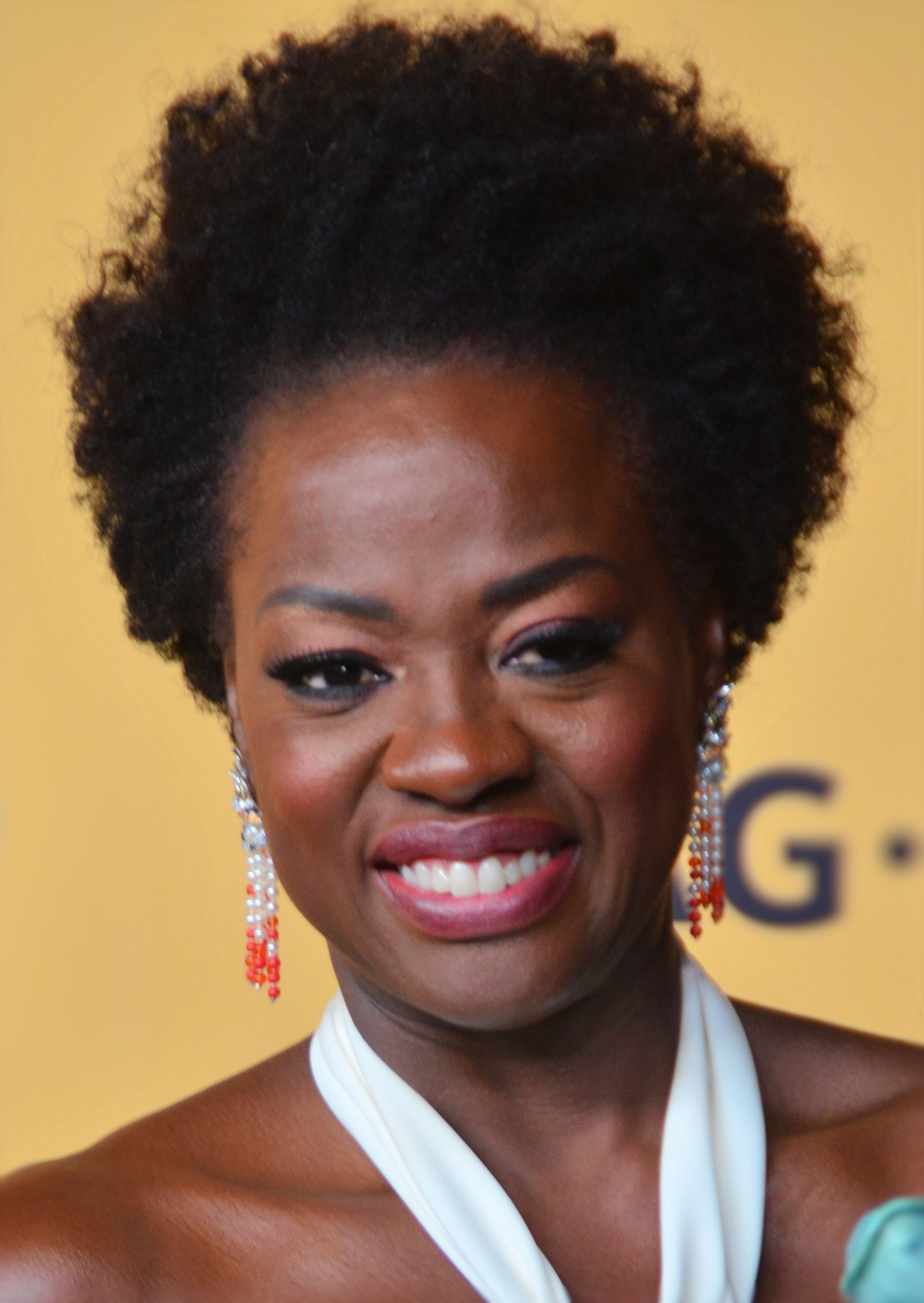
Viola Davis
Bästa kvinnliga biroll

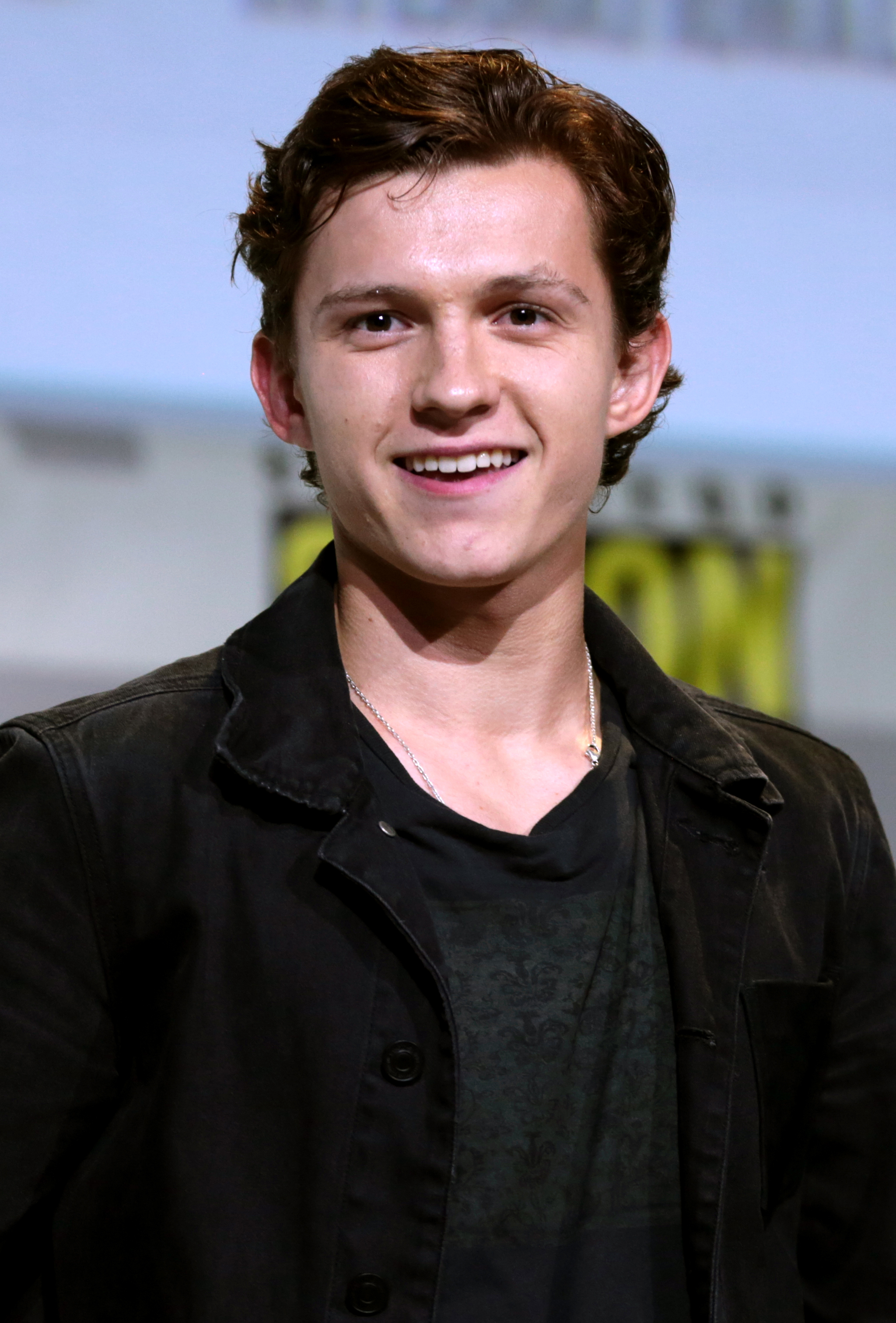
Tom Holland
Rising Star Award

| - La La Land – Fred Berger, Jordan Horowitz och Marc Platt - Arrival – Dan Levine, Shawn Levy, David Linde och Aaron Ryder - Jag, Daniel Blake – Rebecca O'Brien - Manchester by the Sea – Lauren Beck, Matt Damon, Chris Moore, Kimberly Steward och Kevin J. Walsh - Moonlight – Dede Gardner, Jeremy Kleiner och Adele Romanski | - Damien Chazelle – La La Land - Tom Ford – Nocturnal Animals - Ken Loach – Jag, Daniel Blake - Kenneth Lonergan – Manchester by the Sea - Denis Villeneuve – Arrival |
| Bästa manliga huvudroll | Bästa kvinnliga huvudroll |
| - Casey Affleck – Manchester by the Sea - Andrew Garfield – Hacksaw Ridge - Ryan Gosling – La La Land - Jake Gyllenhaal – Nocturnal Animals - Viggo Mortensen – Captain Fantastic | - Emma Stone – La La Land - Amy Adams – Arrival - Emily Blunt – Kvinnan på tåget - Natalie Portman – Jackie - Meryl Streep – Florence Foster Jenkins |
| Bästa manliga biroll | Bästa kvinnliga biroll |
| - Dev Patel – Lion - Mahershala Ali – Moonlight - Jeff Bridges – Hell or High Water - Hugh Grant – Florence Foster Jenkins - Aaron Taylor-Johnson – Nocturnal Animals | - Viola Davis – Fences - Naomie Harris – Moonlight - Nicole Kidman – Lion - Hayley Squires – Jag, Daniel Blake - Michelle Williams – Manchester by the Sea |
| Bästa originalmanus | Bästa manus efter förlaga |
| - Manchester by the Sea – Kenneth Lonergan - Hell or High Water – Taylor Sheridan - Jag, Daniel Blake – Paul Laverty - La La Land – Damien Chazelle - Moonlight – Barry Jenkins | - Lion – Luke Davies - Arrival – Eric Heisserer - Dolda tillgångar – Theodore Melfi och Allison Schroeder - Hacksaw Ridge – Andrew Knight och Robert Schenkkan - Nocturnal Animals – Tom Ford |
| Bästa brittiska film | Bästa icke-engelskspråkiga film |
| - Jag, Daniel Blake – Ken Loach, Rebecca O'Brien och Paul Laverty - American Honey – Andrea Arnold, Lars Knudsen, Pouya Shahbazian och Jay Van Hoy - Denial – Mick Jackson, Gary Foster, Russ Krasnoff och David Hare - Fantastiska vidunder och var man hittar dem – David Yates, David Heyman, Steve Kloves, J.K. Rowling och Lionel Wigram - Notes on Blindness – Peter Middleton, James Spinney, Mike Brett, Jo-Jo Ellison och Steve Jamison - Under the Shadow – Babak Anvari, Emily Leo, Oliver Roskill och Lucan Toh | - Sauls son – László Nemes och Gábor Sipos - Dheepan – Jacques Audiard och Pascal Caucheteux - Julieta – Pedro Almodóvar - Min pappa Toni Erdmann – Maren Ade och Janine Jackowski - Mustang – Deniz Gamze Ergüven och Charles Gillibert |
| Bästa debut av en brittisk manusförfattare, regissör eller producent | Rising Star Award |
| - Under the Shadow – Babak Anvari, Emily Leo, Oliver Roskill och Lucan Toh - The Girl with All the Gifts – Mike Carey och Camille Gatin - The Hard Stop – George Amponsah och Dionne Walker - Notes on Blindness – Peter Middleton, James Spinney och Jo-Jo Ellison - The Pass – John Donnelly och Ben A. Williams | - Tom Holland - Anya Taylor-Joy - Laia Costa - Lucas Hedges - Ruth Negga |
| Bästa animerade film | Bästa dokumentär |
| - Kubo och de två strängarna – Travis Knight - Hitta Doris – Andrew Stanton - Vaiana – Ron Clements och John Musker - Zootropolis – Byron Howard och Rich Moore | - Det 13:e tillägget – Ava DuVernay - The Beatles: Eight Days a Week – Ron Howard - The Eagle Huntress – Otto Bell och Stacey Reiss - Notes on Blindness – Peter Middleton och James Spinney - Weiner – Josh Kriegman och Elyse Steinberg |
| Bästa animerade kortfilm | Bästa kortfilm |
| - A Love Story – Khaled Gad, Anushka Kishani Naanayakkara och Elena Ruscombe-King - The Alan Dimension – Jac Clinch, Jonathan Harbottle och Millie Marsh - Tough – Jennifer Zheng | - Home – Shpat Deda, Afolabi Kuti, Daniel Mulloy och Scott O'Donnell - Consumed – Richard John Seymour - Mouth of Hell – Bart Gavigan, Samir Mehanovic, Ailie Smith och Michael Wilson - The Party – Farah Abushwesha, Emmet Fleming, Andrea Harkin och Conor MacNeill - Standby – Jack Hannon och Charlotte Regan |
| Bästa filmmusik | Bästa ljud |
| - La La Land – Justin Hurwitz - Arrival – Jóhann Jóhannsson - Jackie – Mica Levi - Lion – Dustin O'Halloran och Hauschka - Nocturnal Animals – Abel Korzeniowski | - Arrival – Sylvain Bellemare, Claude La Haye och Bernard Gariépy Strobl - Deepwater Horizon – Dror Mohar, Mike Prestwood Smith, Wylie Stateman och David Wyman - Fantastiska vidunder och var man hittar dem – Niv Adiri, Glenn Freemantle, Simon Hayes, Andy Nelson och Ian Tapp - Hacksaw Ridge – Peter Grace, Robert Mackenzie, Kevin O'Connell och Andy Wright - La La Land – Mildred Iatrou Morgan, Ai-Ling Lee, Steve A. Morrow och Andy Nelson |
| Bästa produktionsdesign | Bästa foto |
| - Fantastiska vidunder och var man hittar dem – Stuart Craig och Anna Pinnock - Doctor Strange – Charles Wood och John Bush - Hail, Caesar! – Jess Gonchor och Nancy Haigh - La La Land – David Wasco och Sandy Reynolds-Wasco - Nocturnal Animals – Shane Valentino och Meg Everist | - La La Land – Linus Sandgren - Arrival – Bradford Young - Hell or High Water – Giles Nuttgens - Lion – Greig Fraser - Nocturnal Animals – Seamus McGarvey |
| Bästa smink och hår | Bästa kostym |
| - Florence Foster Jenkins – J. Roy Helland och Daniel Phillips - Doctor Strange – Jeremy Woodhead - Hacksaw Ridge – Shane Thomas - Nocturnal Animals – Donald Mowat och Yolanda Toussieng - Rogue One: A Star Wars Story – Amanda Knight, Neal Scanlan och Lisa Tomblin | - Jackie – Madeline Fontaine - Allied – Joanna Johnston - Fantastiska vidunder och var man hittar dem – Colleen Atwood - Florence Foster Jenkins – Consolata Boyle - La La Land – Mary Zophres |
| Bästa klippning | Bästa specialeffekter |
| - Hacksaw Ridge – John Gilbert - Arrival – Joe Walker - La La Land – Tom Cross - Manchester by the Sea – Jennifer Lame - Nocturnal Animals – Joan Sobel | - Djungelboken – Robert Legato, Dan Lemmon, Andrew R. Jones och Adam Valdez - Arrival – Louis Morin - Doctor Strange – Richard Bluff, Stephane Ceretti, Paul Corbould och Jonathan Fawkner - Fantastiska vidunder och var man hittar dem – Tim Burke, Pablo Grillo, Christian Manz och David Watkins - Rogue One: A Star Wars Story – Neil Corbould, Hal Hickel, Mohen Leo, John Knoll och Nigel Sumner                                                |

### Filmer med flera vinster
- 5 vinster: La La Land
- 2 vinster: Lion och Manchester by the Sea

### Filmer med flera nomineringar
- 11 nomineringar: La La Land
- 9 nomineringar: Arrival och Nocturnal Animals
- 6 nomineringar: Manchester by the Sea
- 5 nomineringar: Fantastiska vidunder och var man hittar dem, Hacksaw Ridge, Jag, Daniel Blake och Lion
- 4 nomineringar: Florence Foster Jenkins och Moonlight
- 3 nomineringar: Doctor Strange, Hell or High Water, Jackie och Notes on Blindness
- 2 nomineringar: Rogue One: A Star Wars Story och Under the Shadow